# Zápřednice Mildeova
Zápřednice Mildeova (Cheiracanthium mildei) je druh pavouka z čeledi zápřednicovití (Cheiracanthiidae).

## Popis
Samice zápřednice Mildeovy dosahují velikosti 6–7 mm, samci jsou o něco větší, 7–10 mm dlouzí. Zbarvení hlavohrudi i zadečku je žlutozelené, s prosvítající tmavší srdeční skvrnou na zadečku. Výrazné vzorkování chybí. První pár kráčivých končetin je charakteristicky prodloužený, špičky nohou mají tmavší zbarvení než tělo. Končetiny jsou vybaveny přilnavými chloupky, které pavoukovi umožňují šplhat i po hladkém povrchu. Od ostatních zápřednic rodu Cheiracanthium lze přesné determinace dosáhnout pouze porovnáním kopulačních orgánů.

## Biologie
Zápřednice Mildeova je pavoukem holarktické oblasti, vyskytuje se v Evropě, severní Asii, Severní Americe, zavlečena byla i do Argentiny. Hojně se vyskytuje i v Česku, kde se začala výrazněji šířit od začátku 21. století. Tento teplomilný druh přirozeně žije na skalnatých stepích a kamenitých stráních. Ve střední Evropě přivykl spíše životu v synantropním prostředí, jako jsou parky, zahrady, sady, proniká i do lidských sídel. Tyto preference mohou usnadnit determinaci od ostatních zápřednic, protože ty se lidským sídlům většinou vyhýbají. Zápřednice Mildeova je noční predátor, jenž nestaví lapací sítě, ale kořisti se zmocňuje aktivním lovem. Ač dokáže prokousnout lidskou kůži, není považována za druh jakkoli nebezpečný člověku. Den tráví krypticky v pavučinovém zámotku. Rozmnožuje se v průběhu května, často zimuje v budovách.